# Gymnotettix moralesi
Gymnotettix moralesi är en insektsart som beskrevs av Marius Descamps 1974. Gymnotettix moralesi ingår i släktet Gymnotettix och familjen Episactidae. Inga underarter finns listade i Catalogue of Life.